# Nightjet
ÖBB Nightjet a márkaneve az Osztrák Szövetségi Vasutak 2016. december 11-én elindított éjszakai személyszállító szolgáltatásának. A vonatok kezdetben EuroNightként közlekedtek, 2017 decemberében indították el e részére a Nightjet (NJ) vonatnemet.

## Története
A Nightjet az ÖBB éjszakai vonatait foglalja magába, amelyek korábban EuroNight vonatként közlekedtek, továbbá az egykori CityNightLine vonalakat is, melyek üzemeltetését 2016 decemberében hagyta fel a Deutsche Bahn. Az Ausztria területén közlekedő EuroNight vonatok, melyeket nem az osztrák vasút, hanem valamelyik szomszédos ország tárvasútja (MÁV-Start, HŽ, PKP, ČD) üzemelteti, nem kapták meg az ÖBB Nightjet jelzést, hanem Nightjet Partnerként közlekednek.
Az első Nightjet vonatot Valerie Hackl közlekedési miniszter indította el. Az indulást követő első három hónap utasszáma felülmúlta az ÖBB várakozásait. 2017-ben 1,4 milliós, 2018-ban pedig 1,6 milliós forgalmat bonyolítottak. 2019-ben további 20%-kal nőtt az éjszakai vonatok utasszáma.

## Viszonylatok

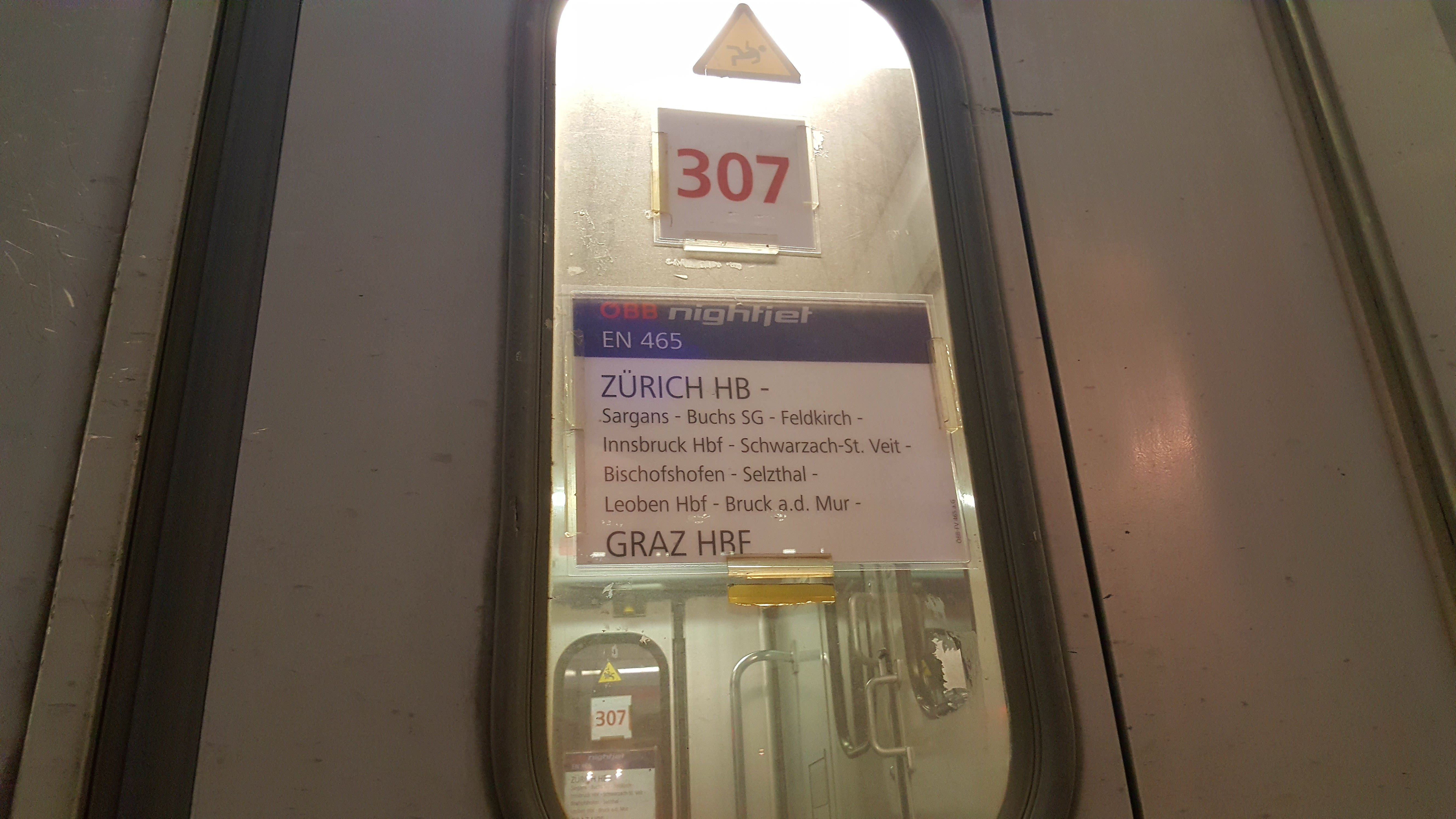
Nightjet iránytáblája egy EuroNight kocsijában

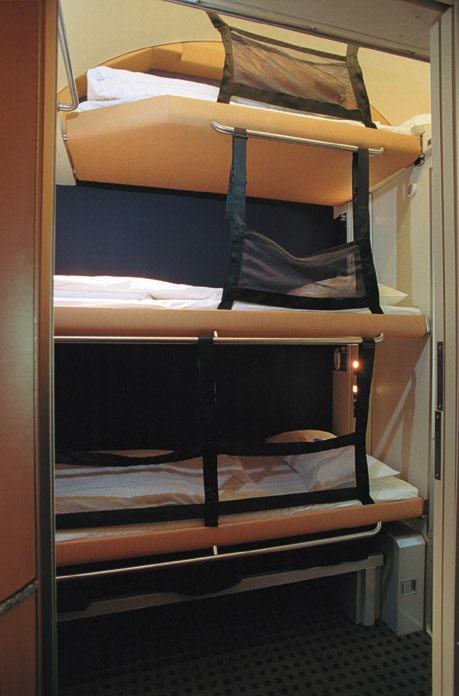
Ágyak a hálókocsiban

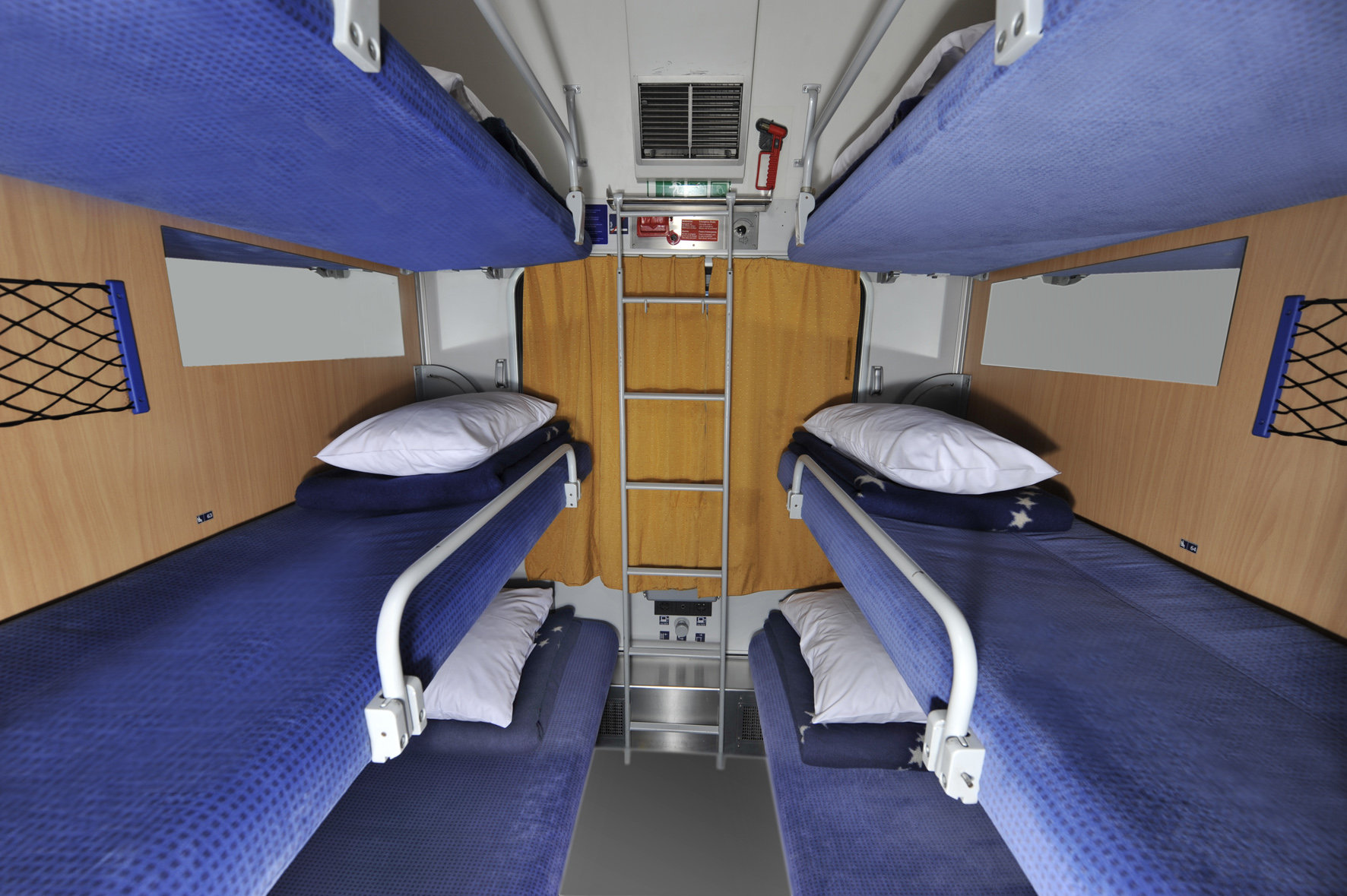
Fekvőhelyes kocsi egyik fülkéje

A 2016/17-es menetrendben az éjszakai vonatok még EuroNight vonatként közlekedtek, ezek számára a 2017/18-as menetrendváltással hozta létre az ÖBB a önálló Nightjet (NJ) vonatnemet. A vonatok az osztrák belföldi úti célok mellett első sorban Németországba, Olaszországba, Svájcba, Lengyelországba, Szlovákiába, Horvátországba és Szlovéniába indulnak járatok. A 2019/20-as menetrend az alábbi járatokat tartalmazza:
| Vonatszám                  | Üzemeltető                   | Útvonal (autószállító kocsik útvonala kiemelve)                                       | Kerékpárszállítás |
| -------------------------- | ---------------------------- | ------------------------------------------------------------------------------------- | ----------------- |
| NJ 246/247                 | ÖBB                          | Bécs – Linz – Innsbruck – Feldkirch – Bregenz                                         | Nincs             |
| NJ 464/465                 | ÖBB                          | Graz – Leoben – Innsbruck – Feldkirch – Zürich                                        | Nincs             |
| NJ 466/467 Wiener Walzer   | ÖBB                          | Bécs – Linz – Innsbruck – Feldkirch – Zürich                                          | Nincs             |
| NJ 471/470                 | ÖBB                          | Berlin – Magdeburg – Mannheim – Bázel – Zürich                                        | Nincs             |
| NJ 401/40470               | ÖBB                          | Hamburg – Hannover – Mannheim – Bázel – Zürich                                        | Van               |
| NJ 490/491                 | ÖBB                          | Bécs – Linz – Nürnberg – Hamburg                                                      | Van               |
| NJ 40490/40421             | ÖBB                          | Bécs – Linz – Nürnberg – Düsseldorf                                                   | Van               |
| NJ 40420/40491             | ÖBB                          | Innsbruck – München – Nürnberg – Hamburg                                              | Van               |
| NJ 420/421                 | ÖBB                          | Innsbruck – München – Nürnberg – Düsseldorf                                           | Van               |
| NJ 424/425                 | ÖBB                          | Innsbruck – München – Nürnberg – Brüsszel                                             | Nincs             |
| NJ 50490/50425             | ÖBB                          | Bécs – Linz – Nürnberg – Brüsszel                                                     | Nincs             |
| NJ 40233/40294             | ÖBB                          | Bécs – Villach – Firenze – Róma                                                       | Nincs             |
| NJ 233/235                 | ÖBB                          | Bécs – Villach – Verona – Milánó                                                      | Nincs             |
| NJ 1237/1234               | ÖBB                          | Bécs – Villach – Firenze – Livorno                                                    | Nincs             |
| NJ 237/236                 | ÖBB                          | Bécs – Linz – Velence                                                                 | Nincs             |
| NJ 295/294                 | ÖBB                          | München – Salzburg – Villach – Firenze – Róma                                         | Nincs             |
| NJ 40295/40235             | ÖBB                          | München – Salzburg – Villach – Verona – Milánó                                        | Nincs             |
| NJ 40463/40236             | ÖBB                          | Stuttgart – Salzburg – Villach – Udine – Treviso – Velence                            | Nincs             |
| NJ 456/457                 | ÖBB                          | Bécs – Břeclav – Bohumín – Racibórz – Wrocław – Frankfurt/Oder – Berlin               | Nincs             |
| EN 50467/50466             | ČD (Nightjet Partner)        | Zürich – Feldkirch – Salzburg – Linz – Prága                                          | Nincs             |
| EN 414/40465               | HŽ (Nightjet Partner)        | Zágráb – Ljubljana – Villach – Feldkirch – Zürich                                     | Nincs             |
| EN 50463/498 Lisinski      | HŽ (Nightjet Partner)        | Stuttgart – Salzburg – Villach – Ljubljana – Zágráb                                   | Nincs             |
| EN 60463/480 Opatija       | HŽ (Nightjet Partner)        | Stuttgart – Salzburg – Villach – Ljubljana – Abbázia – Fiume                          | Nincs             |
| EN 50462/50237 Kálmán Imre | MÁV-Start (Nightjet Partner) | Budapest – Bécs – Linz – Salzburg – München – Stuttgart                               | Nincs             |
| EN 40462/40467             | MÁV-Start (Nightjet Partner) | Budapest – Bécs – Linz – Innsbruck – Feldkirch – Zürich                               | Nincs             |
| EN 40476/40457 Metropol    | MÁV-Start (Nightjet Partner) | Budapest – Pozsony – Břeclav – Bohumín – Racibórz – Wrocław – Frankfurt/Oder – Berlin | Nincs             |
| EN 40456/407 Chopin        | PKP (Nightjet Partner)       | Bécs – Ostrava – Bohumín – Krakkó – Varsó                                             | Nincs             |

1. ↑  szezonálisan közlekedik (áprilistól októberig)
2. ↑  csak hálókocsit továbbít
3. ↑  fekvőhelyes kocsit nem továbbít, hálókocsit pedig csak szezonálisan
4. ↑  fekvőhelyes kocsit csak szezonálisan továbbít

### Csatlakozások
Brüsszelben, Hamburgban, Kölnben, Düsseldorfban és Innsbruckban csatlakozást biztosítanak Koppenhágába, Stockholmba, Göteborgba, Malmöbe, Londonba, Antwerpenbe, Párizsba, Amszterdamba, Münchenbe és Észak-Olaszországba közlekedő nappali vonatokra, továbbá Rómában a .italo és Frecciarossa nagysebességű vonatokra Nápoly irányába.

## Vonatösszeállítás

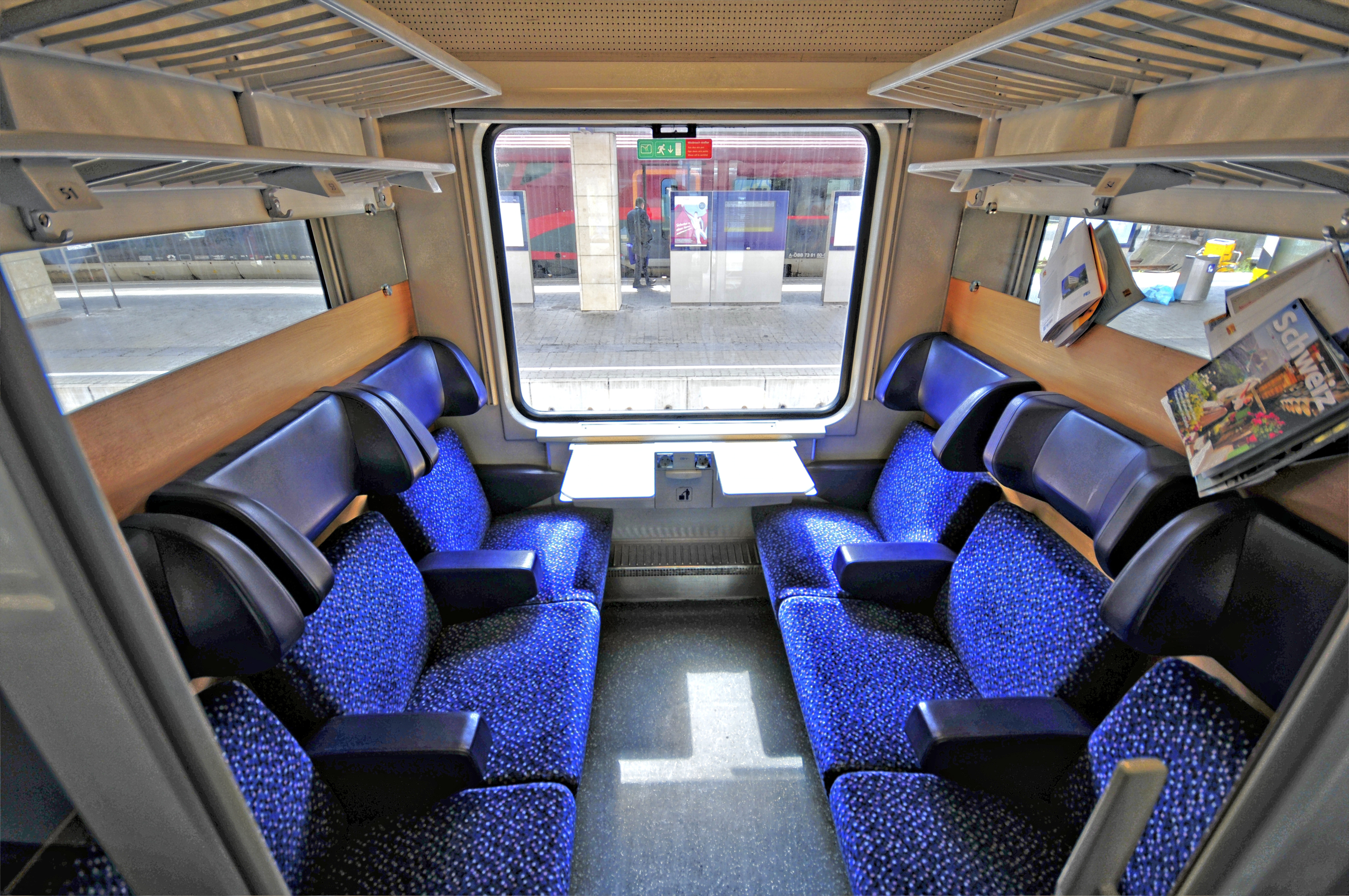
A Nightjet ülőhelyes kocsijait a REX és ÖBB-Intercity vonatokon is használt fülkés kocsikból állítják ki

Csakúgy mint a CityNightLine, a Nightjet szerelvénye is különálló kocsikból áll, ami így külön vonatrészekre is oszthatók. Ezt ki is használják a közvetlen kocsikat továbbító vonatoknál, mint például a Rómából Bécsbe és Münchenbe közlekedő Nightjet vonatnál, amely két vonatrészét Villachban választják ketté, és innentől két vonat halad a két végállomás felé. A Nightjet vonatok rendszeresen továbbítanak ülőhelyes (kizárólag másodosztályon), kerepárszállító, fekvőhelyes és hálókocsikat, továbbá egyes járatokon autók és motorok szállítására alkalmas kocsik is közlekednek.
A vonatok dizájnját a bécsi Spirit Design készítette, és a Railjetet vették alapul. A Nightjeten a catering szolgáltatásokat a Newrest Wagons-Lits végzi.

## Járműpark
A Nightjet flotta többnyire az ÖBB járműparkjából került ki, melyekhez az osztrák vasút további 15 fekvőhelyes és 42 hálókocsit vásárolt a Deutsche Bahntól. A vasúti kocsikat átfényezték a Nightjet flottaszínére, módosították az ajtóvezérlést az eltérő olasz szabályozásoknak megfelelően, azonban ezeken kívül nem végeztek más változtatást.

### Hálókocsik
A hálókocsik fülkénként 1–3 ággyal vannak felszerelve, melyek a nappali útra ülésekké alakíthatók át. A hálókocsikba foglalt jegyek ára kiegészítő szolgáltatást is tartalmaznak, mint a fürdőcsomag és a reggeli.
A hálókocsi állomány nagy részét a 42 darab WLABmz (61 80 72-90 001–042) teszi ki, melyeket a Siemens SGP szállított le 2003 és 2005 között eredetileg a Deutsche Bahn részére WLABmz173.1 Comfortline néven. Az SGP 400-as légrugós forgóvázak lehetővé teszik a 200 km/h-s maximális sebességet. A kocsikban 12 hálófülke található, melyből 3 deluxe saját fürdővel van felszerelve, továbbá a fülkéket kettesével össze lehet nyitni. Valamennyi kocsit az ÖBB használtan vásárolta meg.
Az ÖBB Bécs–Zürich és München–Zürich vonalakon további 10 emeletes hálókocsit közlekedtet, melyeket az SGP és a DWA szállított le 1995-ben eredetileg a CityNightLine részére Talbot forgóvázakkal. Öt darab WLBmz (61 81 76-94 215–219) kocsiban 17 két- és háromágyas hálófülke, a maradék öt darab WLABmz (61 81 76-94 321–325) kocsikban pedig 2 háromágyas, 9 kétágyas és 4 deluxe  hálófülke található. Az ÖBB 2009-ben vásárolta meg ezeket a kocsikat, és SGP 400-az forgóvázzal modernizálta azokat.

### Fekvőhelyes kocsik
A fekvőhelyes kocsik fülkénként 6 ággyal vannak felszerelve, melyek a hálókocsik ágyaihoz hasonlóan nappali útra ülésekké alakíthatók át. A hálókocsikba foglalt jegyek ára reggelit tartalmaznak.
A Jenbacher Werke 60 darab Bcmz (51 81 59-70 000–059) fekvőhelyes kocsit szállított le az ÖBB számára 1981-ben és 1982-ben. Ezekből a kocsikból 29 darab került át a Nightjet állományába új pályaszámokkal (61 81 59-90 000–059). A kocsikat 2004 és 2010 között felújították, ekkor a maximális sebességüket megemelték 200 km/h-ra. Ezeken felül a Jenbacher 1991-ben 10 darabot (73 81 59-91 100–109), 2000 és 2001 között további 20 darab Bcmz-t (73 81 59-91 200–219) szállított le az ÖBB számára. Az utóbbi 20 kocsi összeszerelését a Bombardier dunakeszi gyárában végezték.
2016-ban 15 darab használt Bvcmbz (61 80 59-90 002–044) kocsit vásárolt az ÖBB a Deutsche Bahntól. Ezeket a kocsikat 1962 és 1967 között gyártotta a Credé, a WMD, a SWM és az O&K. A kocsikat 2001 és 2004 között Halberstadtban átépítették, ekkor alakítottak ki benne egy akadálymentes fülkét és WC-t, valamint légkondicionálót is ekkor építettek be.

### Ülőhelyes kocsik
A Nightjet ülőhelyes kocsijait fülkés kocsikból állítják ki, melyek ülései átalakíthatóak alvóhellyé.
Az ülőhelye kocsik többségét az REX és ÖBB-Intercity vonatokon is használt Bmz kocsik alkotják. A Nightjeten használt 92 kocsit (73 81 21-91 100–191) az SGP szállította le az ÖBB részére 1989 és 1992 között. Szükség esetén régebbi, 1980 és 1982 közötti gyártmányú Bmz kocsikat (61 81 21-90 500–604) Valamennyi kocsit felújították 2002 és 2009.
2007 és 2010 között az ÖBB 12 darab elsőosztályú Amz kocsit alakított át Bbmvz (61 81 28-91 102–144) kocsikká. Az átalakítás során akadálymentes fülkét és WC-t, valamint kerékpártárolót alakítottak ki.

### Autószállító kocsik

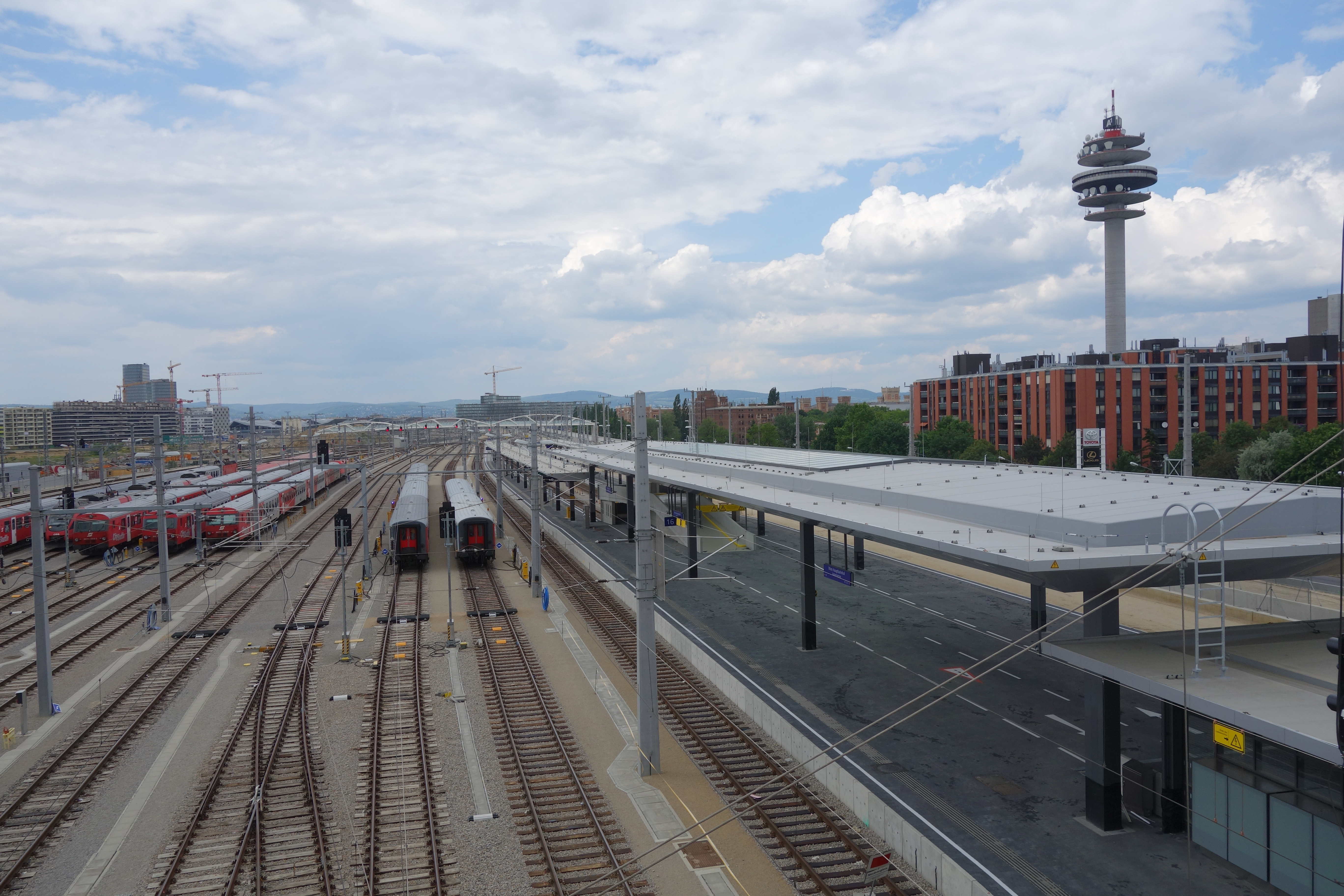
Az autószállító vonatokat kiszolgáló állomás a bécsi főpályaudvar közelében

A Jenbacher Werke által 1982 és 1990 között leszállított 80 darab DDm (51 81 98-70 000–079) autószállító kocsikból már csak 36 közlekedik az ÖBB-nél, valamennyi a Nightjet vonalakon. A nyitott kocsik legnagyobb megengedett sebességét 160 km/h-ra korlátozták. A kocsin használt rögzítőberendezések lehetővé teszik a személygépjárművek mellett motorkerékpárok szállítását.

## Díjszabás
2018. június 10-étől kizárólak az ÖBB díjszabása érvényes a vonatokra, a Deutsche Bahn korábbi díjszabása ettől az időponttól nem érvényes. A vonatokon elfogadják az Interrail és Eurail bérleteket, de melléjük a helyfoglalás kötelező. 2018 decemberétől az ÖBB kedvezményt ajánl azok számára, akik egyszerre veszik meg a jegyüket a Nightjetre és a hozzá csatlakozó vonatra.

## A jövő

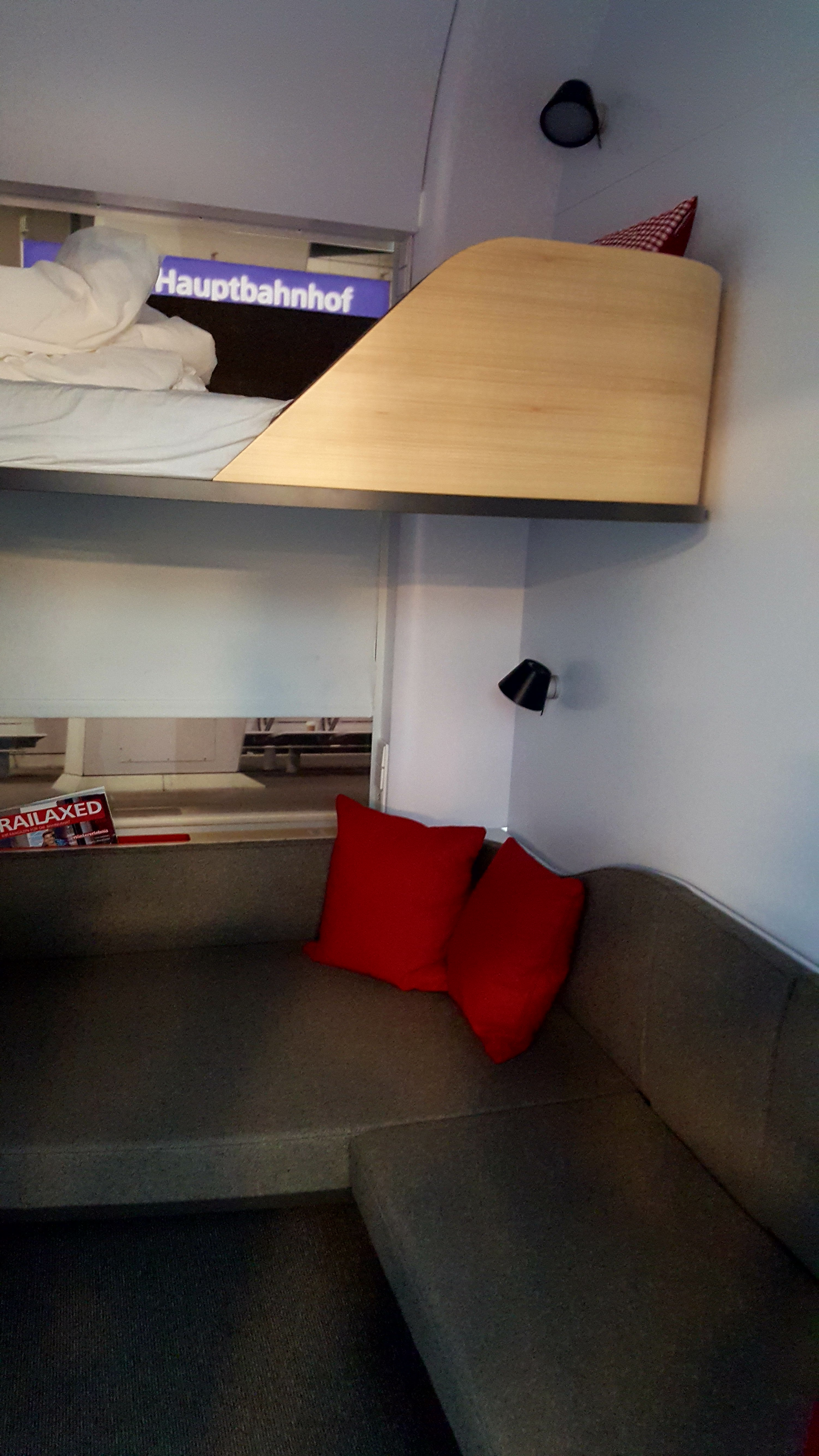
Az új hálókocsi modellje

Az ÖBB 2018-ban 13 Nightjet és 8 Railjet ingavonatot rendelt a Siemenstől. Az éjszakai vonatok új koncepció szerint készülnek: egyágyas fülkék, valamint családi és elsőosztályú kabinok is lesznek az új vonaton. A vonatok várhatóan 2023 decemberében állnak majd forgalomba, először az olaszországi vonalakon a szigorodott olasz tűzvédelmi szabályzatok miatt. Az ÖBB később további 20 szerelvényt rendelt, így összesen 33 Nightjet ingavonat fog munkába állni.

## Balesetek
A Nightjet indulása óta csupán egyetlen alkalommal történt baleset a vonaton: 2018. április 20-án a salzburgi főpályaudvaron zárták össze a NJ 236-as és a NJ 467-es Nightjet szerelvényét. A tolatást túl nagy sebességgel végezték, emiatt a tolatást végző szerelvény nekiütközött az álló vonatrésznek. A balesetben 54-en sérültek meg.

## Fordítás
- Ez a szócikk részben vagy egészben  az   ÖBB Nightjet című német Wikipédia-szócikk fordításán alapul.  Az eredeti cikk szerkesztőit annak laptörténete sorolja fel. Ez a jelzés csupán a megfogalmazás eredetét és a szerzői jogokat jelzi, nem szolgál a cikkben szereplő információk forrásmegjelöléseként.